# Scottie Plays the Duke
Scottie Plays the Duke — студійний альбом американської джазової органістки Ширлі Скотт, випущений у 1959 році лейблом Prestige.

## Опис
Тріо Ширлі Скотт включає басиста Джорджа Дювів'є та ударника Артура Еджгілла. Альбом є збіркою композицій Дюка Еллінгтона, включаючи «In a Sentimental Mood».

## Список композицій
1. «Caravan» (Дюк Еллінгтон, Хуан Тісоль)  — 6:32
2. «Just Squeeze Me» (Дюк Еллінгтон)  — 3:32
3. «C Jam Blues» (Дюк Еллінгтон)  — 3:53
4. «Prelude to a Kiss» (Дюк Еллінгтон)  — 3:25
5. «In a Sentimental Mood» (Дюк Еллінгтон)  — 6:05
6. «In a Mellow Tone» (Дюк Еллінгтон)  — 4:03
7. «I've Got It Bad» (Дюк Еллінгтон)  — 5:22
8. «Just A-Sittin' and A-Rockin» (Дюк Еллінгтон, Біллі Стрейгорн)  — 3:39

## Учасники запису
- Ширлі Скотт — орган, фортепіано
- Джордж Дювів'є — контрабас
- Артур Еджгілл — ударні

Технічний персонал
- Есмонд Едвардс — продюсер
- Руді Ван Гелдер — інженер
- Боб Снід — текст платівки